# Rdesktop
Az rdesktop egy nyílt forrású (GPL-licenc alatt kiadott) terminál kliens, mely segítségével Unix illetve Linux rendszerek alól kapcsolódhatunk Windows NT/2000/XP rendszerekhez. Az RDP protokollt (Remote Desktop Protocol) használja, így képes egy teljes értékű munkaasztalt a kliens gépre "varázsolni".